# Mike Ott
Pour les articles homonymes, voir Mike Ott (football) et Ott.
Mike Ott est un réalisateur américain.

## Biographie
Mike Ott a étudié au California Institute of the Arts d'où il est sorti diplômé en cinéma et vidéo. Il commence par réaliser des clips pour des groupes tels que Pretty Girls Make Graves, The Blood Brothers, The Cave Singers, diffusés sur MTV. Il tourne Analog Days  en 2006 puis est récompensé pour son deuxième long métrage, Littlerock, qui remporte de nombreux prix. Il tourne Pearblossom Hwy en 2012.

## Filmographie
- 2006 : Analog Days
- 2008 : A. Effect (court métrage)
- 2010 : Littlerock
- 2012 : Pearblossom Hwy
- 2014 : Lake Los Angeles

## Nominations et récompenses
- Mention spéciale au Festival of New Cinema de Montréal
- Meilleur film pour Littlerock au Gotham Awards[3], et à l'Independent Spirit Awards[4]
- Prix du public à l'AFI Fest[5].